# Plectenchym
Plectenchym is een weefselbouwvorm, die onder andere bij vruchtlichamen van schimmels gevonden kan worden. 
Bij het plectenchym richten hyfen, draad- of buisvormige cellen zich evenwijdig op en vervlechten zich onderling en vormen zo een plectenchym.